# Anto Babić
Anto Babić, bosanskohercegovački povjesničar. Rođen je u Grahoviku kraj Travnika 1899. godine, umro u Sarajevu 1974. godine. Osnovnu školu pohađao je u Docu, gimnaziju u Travniku i Sarajevu, gdje je maturirao 1919. godine. Diplomirao je povijest i zemljopis na Filozofskom fakultetu u Zagrebu (1923). Za vrijeme Drugog svjetskog rata aktivno se uključio u NOB, te je na I. zasjedanju ZAVNOBiH-a izabran za člana Predsjedništva, gdje vodi Odjeljenje za prosvjetu na oslobođenom teritoriju BiH. Bio je Vijećnik na II. zasjedanju AVNOJ-a. God. 1945./1946. bio je ministar za prosvjetu prve vlade NR BiH, 1946. potpredsjednik Prezidijuma Narodne skupštine NR BiH, narodni poslanik Vijeća naroda Privremene skupštine, zatim i Ustavotvorne skupštine DFJ.
Poslije rata radio je kao profesor na sarajevskoj Višoj pedagoškoj školi od 1946 do 1948. Od 1948. do 1950. godine obnašao je dužnost predsjednika komiteta za visoke škole i znanstvene ustanove, a 1950. izabran je za redovnog profesora i prvog dekana novoosnovanoga Filozofskog fakulteta u Sarajevu. Osnivač je Katedre za povijest na kojoj do 1970. godine predaje povijest srednjeg vijeka. Bio je predsjednik Povijesnog društva BiH od samog osnivanja 1947. pa sve do 1954. godine. Od 1952. je redovni član Znanstvenog društva BiH, a Akademije znanosti i umjetnosti Bosne i Hercegovine od 1966. Od 1965. godine je dopisni član SANU, a od 1972. dopisni član MANU. Bio je član uredničkog vijeća Enciklopedije Jugoslavije i suradnik od 1–6. sveska.
Za svoj rad dobio je mnogobrojna priznanja i nagrade: Orden rada sa zlatnim vijencem, 1959. godine; Orden Republike sa zlatnim vijencem, 1970. godine; Nagrada ZAVNOBiH-a, 1973. godine i dr. Pokrenuo je te uređivao (1949. – 1957.) Godišnjak Društva istoričara Bosne i Hercegovine. 
Bavio se proučavanjem povijesti srednjovjekovne Bosne i o tome pisao u publikacijama: kalendar Napredak (1933.), Pregled (1953., 1954., 1961., 1962.), Godišnjak Istoriskog društva BiH (1954; Godišnjak Društva istoričara BiH, 1964), Radovi Naučnog društva BiH (1955, 1960), Radovi Filozofskog fakulteta u Sarajevu (1964). Objavljivao je i priloge iz arhivistike (Glasnik Arhiva BiH, 1961), povijesne znanosti (Godišnjak Društva istoričara BiH, 1961), kulture i novije historije (Oslobođenje, 1944, 1946, 1954; Pregled, 1948, 1972; Spomenica 75. godišnjice Prve gimnazije u Sarajevu, 1955; Prilozi Instituta za istoriju radničkog pokreta, Sarajevo 1968; Acta historica medicinae, pharmaciae, veterinae, 1971; Zbornik radova posvećen uspomeni Salka Nazečića, Sarajevo 1972; Narodi Bosne i Hercegovine prema KPJ i Revoluciji, Sarajevo 1972). Sudjelovao je na znanstvenim skupovima u zemlji i inozemstvu (Beograd 1954, Trogir 1966., Sarajevo 1968., 1969., 1970.), Graz 1953, Rim 1955, Stockholm 1960, Braunschweig 1964).
U svom radu najviše je proučavao feudalizam u srednjovjekovnoj Bosni i njegove osobitosti, nastanak bosanske države i njeno uređenje, kao i Crkvu bosansku. Njegovo djelo o diplomatskoj službi u srednjovjekovnoj Bosni i danas je neprevaziđeno, a posmrtno mu je tiskana studija o gospodarstvu i društvu srednjovjekovne Bosne u okviru Priloga za istoriju Bosne i Hercegovine u izdanju AZU BiH.
U Sarajevu jedna ulica u općini Novi Grad nosi ime Ante Babića, koja dijeli naselje Alipašino polje od naselja Vojničkog polja i Nedžarića.

## Izbor iz bibliografije
- Kancelarija bosanskih vladara, Kalendar Napredak, 22, Sarajevo, 1933, 156-160.
- Istorija naroda Jugoslavije. Dio I. Sarajevo 1946. (do 1948. 4 izd.)
- O odnosima vazaliteta u sednjovjekovnoj Bosni, GID BiH 6, Sarajevo, 1954, 29-44.
- O pitanju formiranja srednjovjekovne bosanske države, Radovi ND BiH 3, Sarajevo, 1955, 57-79.
- Diplomatska služba u srednjovjekovnoj Bosni, Radovi ND BiH 5, Sarajevo, 1960, 1-60.
- Bosanski heretici. Sarajevo 1963.
- Iz istorije srednjovjekovne Bosne. Sarajevo 1972.